# Steve Bedrosian
Stephen Wayne Bedrosian (Methuen, Massachusetts, 6 de diciembre de 1957), más conocido como Steve Bedrosian, es un exjugador profesional estadounidense de béisbol que se desempeñó en la posición de lanzador en las Grandes Ligas de Béisbol (MLB). Logró obtener el Premio Cy Young.

## Carrera
Bedrosian jugó como profesional cinco temporadas en Atlanta Braves (1981-1985), después pasó a Philadelphia Phillies (1986-1989), luego a San Francisco Giants (1989-1990), posteriormente a Minnesota Twins (1991), y finalmente, regresó a Atlanta Braves, donde jugó tres temporadas (1993-1995), y fue el equipo en el que se retiró.

## Premios
Fue galardonado con el Premio Cy Young en una oportunidad (1987).